# Вербовая (Киевская область)
Вербовая (укр. Вербова) — село, входит в Белоцерковский район Киевской области Украины.
Население по переписи 2001 года составляло 232 человека.

## Местный совет
09146, Киевская обл., Белоцерковский р-н, с. Михайловка, ул. Московская, 34